# كرايغ ماوسون
كرايغ ماوسون (بالإنجليزية: Craig Mawson)‏ هو لاعب كرة قدم بريطاني في مركز حراسة المرمى، ولد في 16 مايو 1979 في كيثلي ‏ في المملكة المتحدة. لعب مع أولدهام أثلتيك ونادي بيرنلي ونادي لينكولن سيتي ونادي موركامب ونادي هاليفاكس تاون ونادي هايد إف سي ونادي هيرفورد.

## وصلات خارجية
- كرايغ ماوسون على موقع قاعدة بيانات كرة القدم.إي يو (الإنجليزية)
- كرايغ ماوسون على موقع Soccerbase.com (لاعب) (الإنجليزية)